# Хризостом I
Хризостом I (грец. Χρυσόστομος Α; 27 вересня 1927, Статос, округ Пафос — 22 грудня 2007) — кіпрський священнослужитель та архієпископ.
Хризостом I вивчав теологію та літературу в Афінському університеті. У лютому 1951 р. висвячений на диякона, а в жовтні 1961 р. — на священика. У 1968 році він був обраний єпископом Констанції, а в липні 1973 року став єпископом Пафосу. Хризостом I був наступником Макаріоса III як Архієпископ Кіпру з 1977 по 2006 рік голова Кіпрської Православної Церкви.
Його здоров'я було підірване після падіння в 2000 році, і він більше не міг виконувати адміністративні обов'язки Кіпрської Церкви. Після посередництва Вселенського Патріарха Константинопольського, Його Святості Варфоломія I, Його Святість Хризостом II був обраний його наступником на спеціальному синоді в листопаді 2006 року.